# 일본국 헌법 제103조
일본국 헌법 제103조(일본어: 日本国憲法第103条)은 일본국 헌법 제11장 "보칙"의 조문 중 하나이다. 일본국 헌법 시행 당시의 공무원의 지위에 대해 규정하고 있다.

## 조문
일본국 헌법 제103조
이 헌법이 시행될 때 현재 재직하는 국무대신, 중의원 의원 및 재판관과 그 외 공무원으로서 그 지위에 상응하는 지위가 이 헌법에서 인정된 자는 법률로 특별히 정하는 경우를 제외하고는, 이 헌법 시행에 의하여 당연히 그 지위를 잃지는 아니한다. 단 이 헌법에 의하여 후임자가 선거 또는 임명되었을 때에는 당연히 그 지위를 잃는다.

## 해설
일본국 헌법 시행 당시 공무원의 직에 있던 자에 대한 경과 규정이다. 일본국 헌법이 시행된다고 하더라도 현직 공무원이 무조건 그 직을 잃지는 않는다는 것이다. 일본국 헌법에 의해 폐지된 기관 또는 직책에 근무하는 자라도 해당 기관 또는 직책을 대신할 새 기관 또는 직책이 구성, 임명될 때까지는 현임자가 계속 직무를 행할 수 있도록 하였다.